# Демократия участия
Демокра́тия уча́стия (партисипати́вная или инклюзи́вная демокра́тия) — политическая теория и политический проект, которые стремятся к прямой демократии, экономической демократии в безгосударственной, безденежной и безрыночной экономике, анархизму, автономизму, самоуправлению (демократия в социальной сфере) и экологической демократии. Теоретический проект демократии участия (пример политического проекта, который является частью демократических и автономистских традиций) зародился в работе политического философа, давнего академика и активиста Такиса Фотопулоса «Towards An Inclusive Democracy» и был позднее развит им и другими авторами в журнале «Democracy & Nature» и её преемником «The International Journal of Inclusive Democracy», электронном журнале, находящемся в свободном доступе, издаваемом Международной сетью за Демократию участия (International Network for Inclusive Democracy). Журнал планировался как площадка для диалога либертарных социалистов (Корнелиус Касториадис), социальных экологов (Мюррей Букчин) и защитников окружающей среды (Стивен Бест).
Согласно Арран Гарэ (Arran Gare), Towards an Inclusive Democracy «предлагает мощную новую интерпретацию истории и разрушительной динамики рынка и дает вдохновляющее новое видение будущего, вместо неолиберализма и существующих форм социализма». Кроме того, как показывает Дэвид Фриман, хотя подход Фотопулоса «не является открыто анархистским, но все же анархизм выглядит той категорией, с которой он работает, учитывая его приверженность к прямой демократии, муниципализму и отрицанию государства, денег и рыночной экономики».
Важной формой демократии участия является деятельность консультативно-совещательных органов при органах власти. Сегодня консультативно-совещательные органы действуют практически во всех странах мира и особенно в Европе.